# Robbie Rogers
Robbie Rogers est un joueur international américain de soccer né le 12 mai 1987 à Rancho Palos Verdes, en Californie. Il évolue au poste de défenseur avant de se retirer le 7 novembre 2017.

## Carrière
Le 11 janvier 2012, Robbie Rogers est transféré au club anglais de Leeds United.
Le 15 février 2013, sur son blog, il révèle son homosexualité et annonce sa retraite (avant de revenir sur cette décision).
Le 30 avril 2013, au lendemain du coming out du basketteur Jason Collins, Rogers participe à l'entrainement du Galaxy de Los Angeles en tant qu'invité spécial. Le 24 mai 2013, il intègre officiellement le Galaxy,.
Après 95 rencontres et deux buts avec le Galaxy, Rogers annonce se retirer de manière définitive du soccer professionnel le 7 novembre 2017

## Palmarès
- Coupe MLS :
  - Vainqueur en 2008 et 2014
- MLS Supporters' Shield :
  - Champion en 2008 et 2009

## Vie privée
Depuis 2013, il est en couple avec le réalisateur de télévision américain Greg Berlanti, avec qui, le 18 février 2016, il devient père par gestation pour autrui d'un petit garçon,.